# Éclipse solaire du 22 mai 1724
L'éclipse solaire du 22 mai 1724 est une éclipse solaire totale.

## Parcours
D'une durée (maximale) de 4 minutes et 33 secondes, cette éclipse totale a commencé au sud-est des îles hawaïennes, puis a traversé l’ouest actuel des États-Unis (à l’époque pas encore colonisé) et le Canada.
L’ombre de la Lune a ensuite balayé l’Irlande et la Grande-Bretagne dans la soirée locale, du nord-ouest au sud-est, de Galway au sud du Pays de Galles et du Devon à l’ouest, à l’est du Hampshire et du Sussex, mais en passant au sud de Londres. Après avoir survolé Paris et la Suisse, l’éclipse s’est terminée près de Santa Maria di Sala (province de Venise), au coucher du soleil.

## Observations historiques
Le roi Louis XV a observé l’éclipse au Grand Trianon du château de Versailles avec les astronomes Giacomo Filippo Maraldi et Jacques Cassini.
Pendant la phase d’obscurité totale, Jacques Cassini à Versailles et Joseph-Nicolas Delisle (qui était à l’Observatoire de Paris) ont observé une baisse de température d’environ 2 °C, tandis que Louis de l’Isle de la Croyère a enregistré une baisse de 3,1 °C à l’Observatoire de Luxembourg,.
Grâce aux progrès de la science, il a été possible de comprendre que la couronne faisait partie de la structure solaire, et non un phénomène atmosphérique terrestre ou un évènement surnaturel ou divin.

## Anecdotes
Il aura fallu attendre 203 ans avant qu’une autre éclipse solaire totale ne soit observée depuis la Grande-Bretagne (en), qui avait déjà vu une éclipse totale neuf ans auparavant. L’Irlande, quant à elle, ne verra pas d’éclipse solaire totale avant 2090.
Cette éclipse a traversé ce qui allait devenir plus tard la ville de Los Angeles, en Californie ; qui n’a été colonisée qu’après 1771, 47 ans plus tard. La prochaine éclipse totale passant à Los Angeles ne se produira pas avant le 1er avril 3290.